# Jörn Christoffer
Jörn Christoffer ist ein ehemaliger deutscher Footballspieler.

## Leben
Christoffer spielte in den Jahren 1995 und 1996 für die Hamburg Blue Devils. Er war Mitglied der Offensive Line der Hamburger Mannschaft, mit der er 1996 deutscher Meister wurde. Zur Saison 1997 ging er als Spieler zu den Hamburg Wild Huskies in die Regionalliga und war gleichzeitig bis 1998 als Jugendtrainer bei den Blue Devils tätig. In den Jahren 1999 und 2000 brachte sich Christoffer im Trainerstab des Oberligisten Hamburg Pioneers ein, später war er bei den Hamburg Eagles von 2004 und 2007 im Trainerbereich beschäftigt. Im Vorfeld der Saison 2018 kehrte er in den Trainerstab der Hamburg Pioneers zurück.